# Embraer CBA-123
O Embraer CBA-123 Vector é um avião bimotor turboélice, voltado para voos regionais e capacidade para 19 passageiros, projetado pelas empresas Embraer, do Brasil, e Fabrica Militar de Aviones, da Argentina, que não chegou à fase comercial e que teve apenas dois protótipos construídos.

## Histórico

### Desenvolvimento
No ano de 1986, o Comandante da Força Aérea Argentina, em visita à Embraer, sugeriu a cooperação desta com a similar de seu país, denominada FMA, a fim de desenvolver uma aeronave comercial de passageiros para voos regionais.
A então estatal brasileira, que planejava um substituto para o Embraer EMB-110 Bandeirante e que fosse um turboélice com desempenho de jato, celebrou acordo com a fabricante argentina em janeiro de 1986, quando participaram os presidentes José Sarney e Raul Alfonsin.

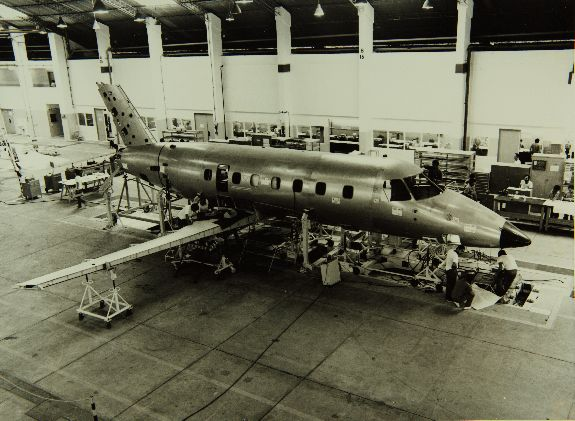
Linha de montagem do CBA-123

A Embraer, que já tinha um projeto denominado EMB-123, que seria o terceiro membro do “Projeto 12X”, que teve início com o EMB-121 "Xingu" e que foi seguido pelo EMB-120 "Brasília". 
Mas com a associação entre os dois países, o avião foi renomeado para CBA-123, com a sigla CBA significando Cooperação Brasil-Argentina.
A carga de trabalho do projeto, orçado em US$ 300 milhões, foi dividida na proporção de 70% para a Embraer e 30% para a FMA. Também foi acertado que seriam criadas duas linhas de montagem, uma em São José dos Campos e outra em Córdoba. Dos estudos resultou a aeronave, totalmente baseada no Embraer EMB-120 Brasilia, que foi batizada de Paraná, pelos argentinos, e de Tapajós, pelos brasileiros. Mas como o objetivo era o mercado internacional, foi escolhido por concurso o nome definitivo, mais fácil de se pronunciar.
A semelhança entre os projetos fez com que a então Embraer adotasse o conceito de família de aeronaves (EMB-120 e EMB-123).
O curioso desenho tinha a configuração de propulsão pusher, com os motores junto à fuselagem na traseira e as pás voltadas para trás.

### Primeiros voos
Foram construídos dois protótipos da aeronave. O primeiro teve seu voo inaugural em 18 de julho de 1990, decolando do Aeroporto de São José dos Campos, voando conforme o planeado. 
No dia 30 de julho, fez seu voo oficial de apresentação, que contou com a presença dos presidentes do Brasil, Fernando Collor de Mello, e da Argentina, Carlos Menem.

### Fim do projeto
Considerada uma das aeronaves mais modernas de seu tempo, incluindo tecnologia de ponta em aviônica, aerodinâmica, conforto e propulsão, teve seu projeto cancelado, uma vez que as duas fabricantes passavam por dificuldades financeiras e o mercado de aviação estava em retração.
Seus dois protótipos foram desmontados, mas apesar do fracasso comercial, o conhecimento adquirido pela Embraer foi essencial para desenvolvimento da bem sucedida família de jatos Embraer ERJ.

## Restauração
Em fevereiro de 2008 foi iniciado um processo de restauração dos dois protótipos, como parte das atividades de comemoração dos 40 anos da Embraer, que ocorreu em 2009. Para os trabalhos foi realizada parceria com o Serviço Nacional de Aprendizagem Industrial - SENAI de São José dos Campos, Jacareí e Taubaté, contando com 36 alunos do curso de Mecânica Geral.
Os protótipos, de matrícula PT-ZVE e  PT-ZVB, tiveram a restauração concluída em maio e julho de 2009, respectivamente, para em seguida serem apresentados na sede da Embraer. O primeiro foi transferido ao Memorial Aeroespacial Brasileiro (MAB), localizado dentro do então Comando-Geral de Tecnologia Aeroespacial (CTA), em São José dos Campos, interior de São Paulo. O outro foi transferido para o Museu Aeroespacial, no Campo dos Afonsos, Rio de Janeiro.

## Imagens

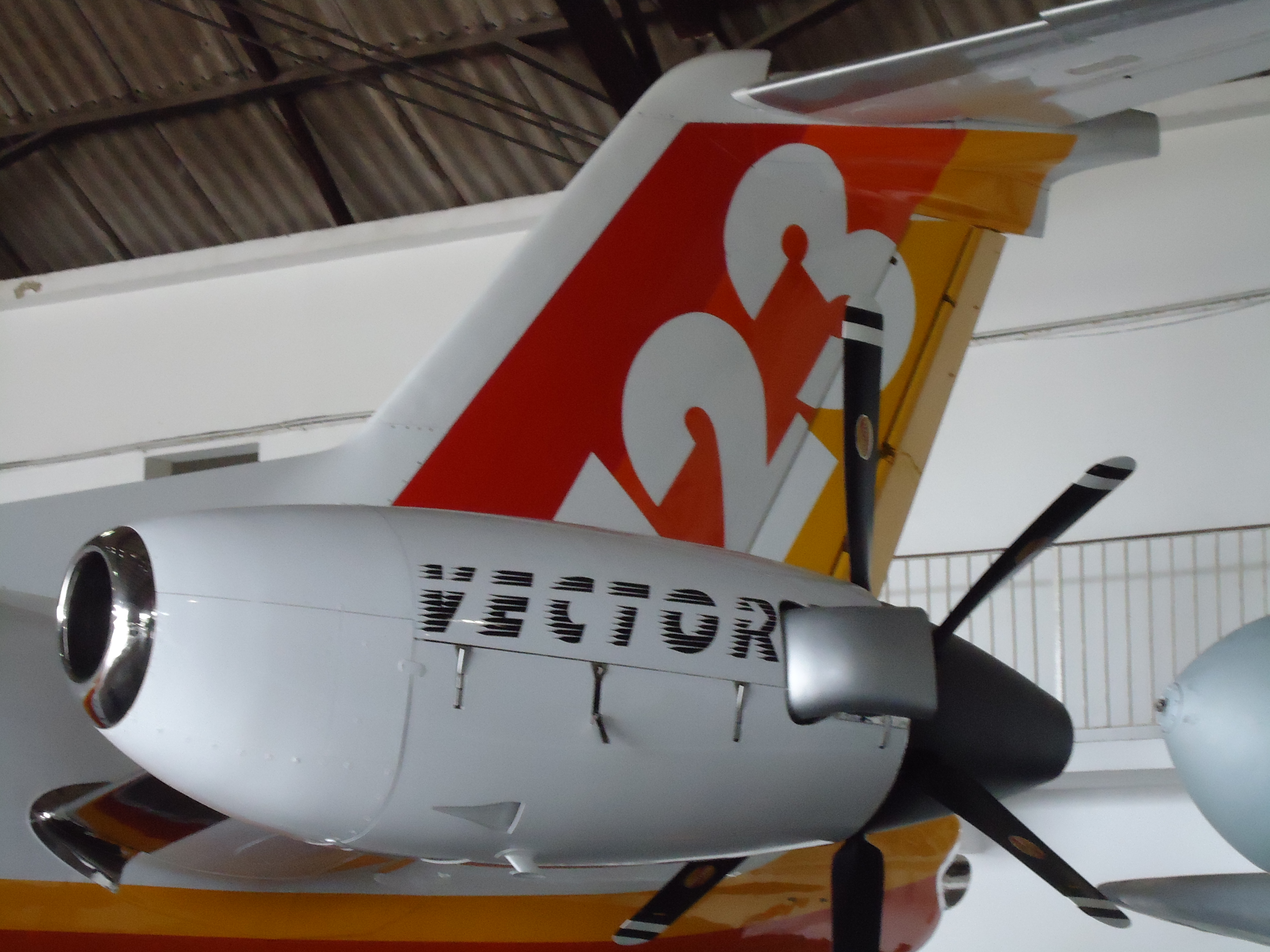
Detalhe do motor
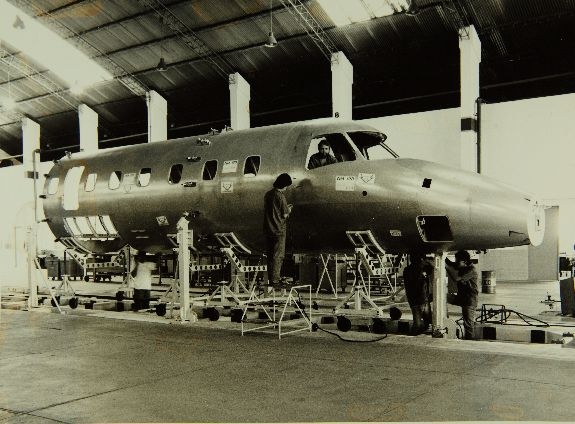
Linha de montagem do protótipo
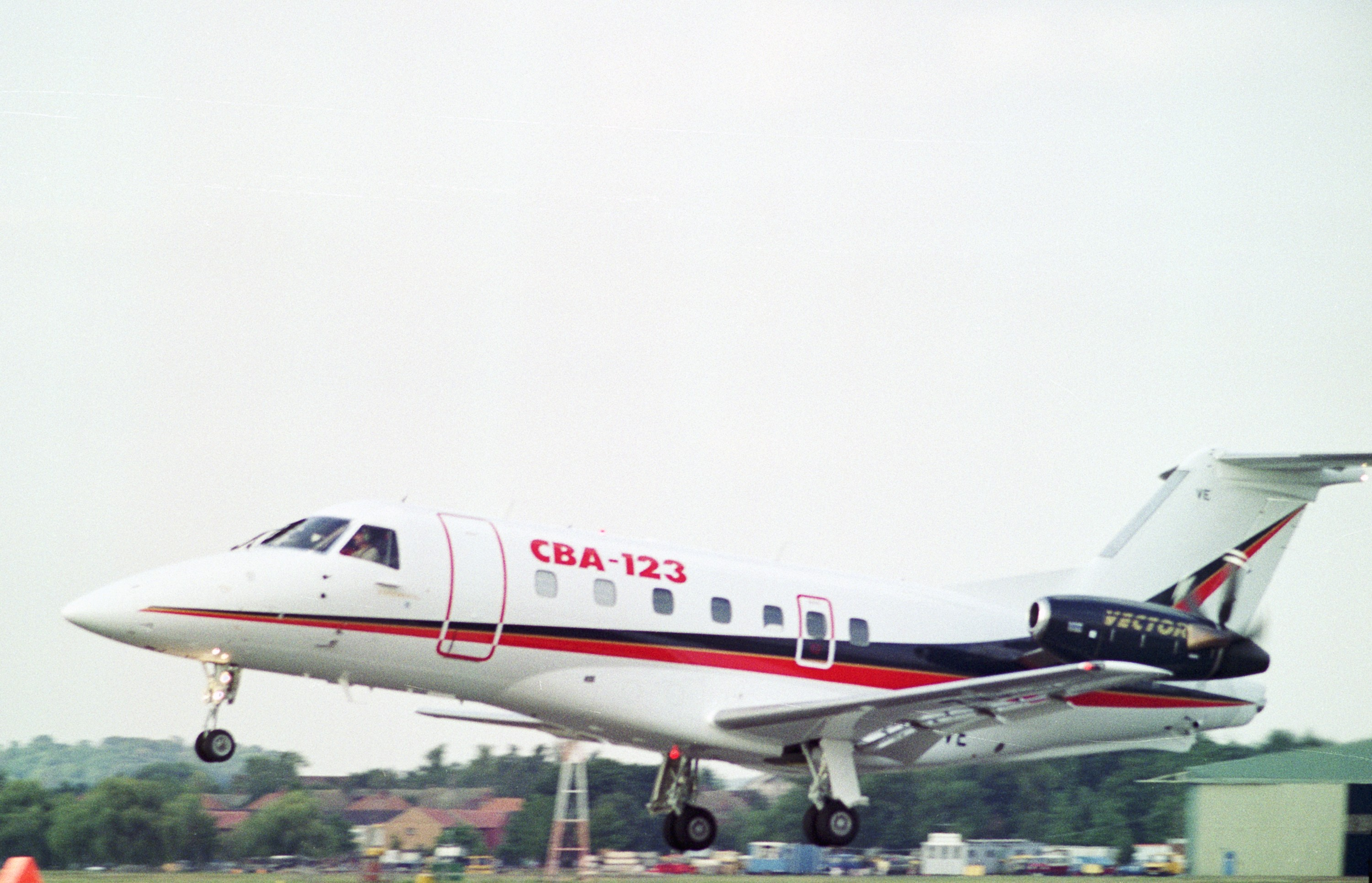
Embraer 123 em Farborough (1990)
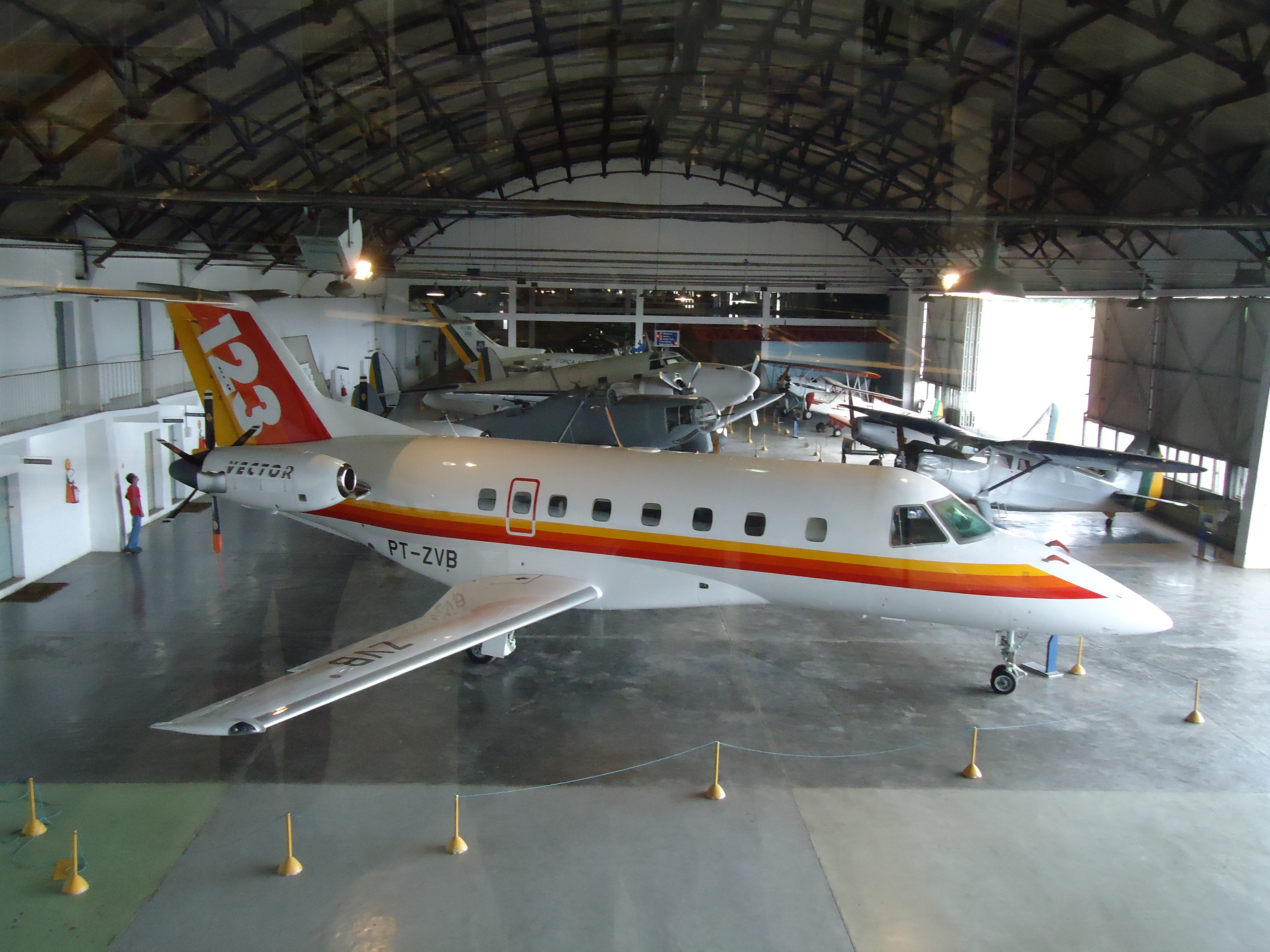
CBA 123 restaurado, no MUSAL
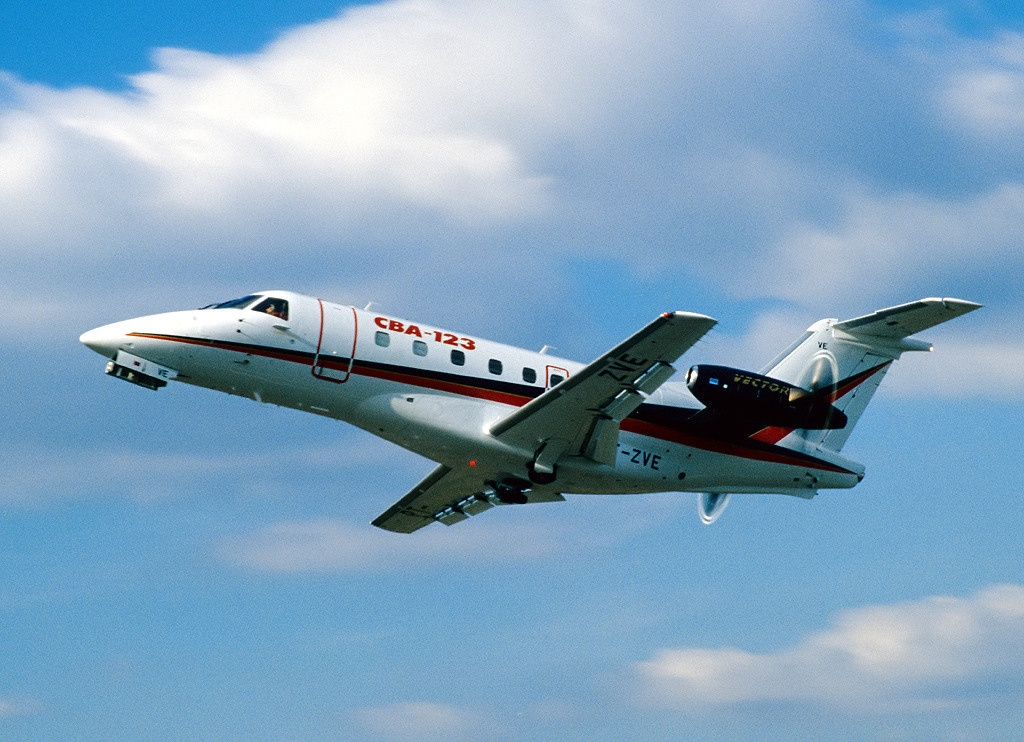
Aeronave em testes de voo